# Ciucevele Cernei
Ciucevele Cernei alcătuiesc o arie protejată de interes național ce corespunde categoriei a IV-a IUCN (rezervație naturală de tip mixt), situată în județul Gorj, pe teritoriul administrativ al comunei Padeș.

## Localizare
Aria naturală se află în extremitatea nord-vestică a județului Gorj, în teritoriul satului Cerna-Sat, în valea superioară a râului Cerna, intre acesta și valea Cărbunelui, la la poalele vestice ale Munților Vâlcan.

## Descriere
Rezervația naturală întinsă pe o suprafață de 1.166 hectare., a fost declarată arie protejată prin Legea Nr.5 din 6 martie 2000 și  reprezintă o zonă  de interes geologic, floristic și peisagistic, cu vegetație ierboasă de stâncărie și specii arboricole cu elemente sudice; cu un relief ruiniform (cu stâncării, abrupturi calcaroase, izbucuri) calcaros constituit din trei corpuri.